# Tetrapedia ornata
Tetrapedia ornata là một loài Hymenoptera trong họ Apidae. Loài này được Spinola mô tả khoa học năm 1853.